# Мечислав Хоршовський
Мечислав Хоршовський (пол. Mieczysław Horszowski; 23 червня 1892, Львів, Австро-Угорщина — 22 травня 1993, Філадельфія, США) — польсько-американський піаніст та педагог.
Навчався у Львові у Генріка Мельцера та Відні у Теодора Лешетицького. З дев'ятирічного віку почав концертувати але в 1911 р. призупинив музичну діяльность і вирушив до Парижа вивчати літературу та філософію. Однак Пабло Казальс переконав Хоршовского змінити це рішення. Хоршовський оселився в Мілані та і продовжив гастролі, а в 1940 р. переселився в Нью-Йорк та потім до Філадельфії, де викладав в Кертісовському інституті: його учнями були, зокрема, Річард Гуд, Мюррей Перайя, Сесіль Лікад, Антон Куертен та інші
У репертуарі Мечислава Хоршовського важливе місце займали як Моцарт і Бетховен, так і композитори XX століття — Венсан д'Енді, Артур Онеггер, Кароль Шимановський, Ігор Стравінський, Богуслав Мартіну, Ейтор Вілла-Лобос та інші. Останній виступ Хоршовского відбулося 1991 року — таким чином, його виконавська кар'єра тривала 90 років.